# Glencoaghan Horseshoe
Glencoaghan Horseshoe és el conjunt de muntanyes que envolten una vall en forma de ferradura que es troba a la península de Connemara, al comtat de Galway, a Irlanda. Es troba a l'oest del Lough Inagh i al nord de la carretera que va de Galway a Clifden.
L'excursió que recorre els cims transcorre per sis dels dotze cims anomenats Twelve Bens i dura de sis a onze hores. Recorre una distància de 16 km i té un ascens acumulat de 1500 m. Passa per sis cims, que són: Beann Leitirigh o Benlettery (577 m), Beann Gabhair o Bengower (664 m), Beann Bruighin o Benbreen (691 m), Beann Coileach dubh o Bencollaghduff (696 m), Beann Corr o Bencorr (711 m) i Doirin clar o Derryclare (677 m).